# Règle de Klechkowski

Représentation plus courante du diagramme : ici chaque flèche rouge diagonale correspond à une valeur de n + ℓ.

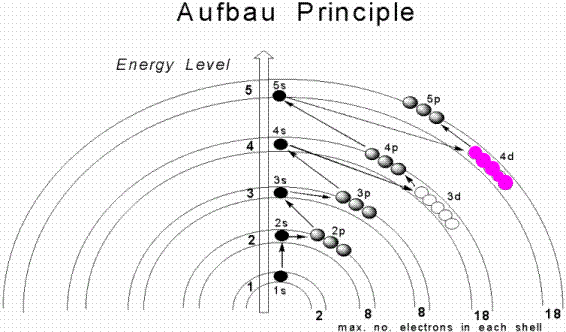
Disposition en couches selon le principe d'Aufbau.

La règle de Klechkowski, du nom du chimiste russe Vsevolod Kletchkovski, également appelée règle de Madelung (notamment dans les pays anglo-saxons), du nom du physicien allemand Erwin Madelung, est une méthode empirique permettant de prédire avec une assez bonne précision l'ordre de remplissage des électrons dans les sous-couches des atomes électriquement neutres à l'état fondamental. Avec la règle de Hund et le principe d'exclusion de Pauli, elle constitue l'un des outils de base permettant de prévoir le remplissage des orbitales atomiques.
Le principe d'Aufbau, d'après le nom commun allemand der Aufbau qui signifie « la construction », « l'édification », découle de l'ensemble de ces règles permettant d'établir la configuration électronique d'un atome, et peut être employé en première approximation comme synonyme de la règle de Klechkowski.

## Présentation
Si n et ℓ sont respectivement le nombre quantique principal et le nombre quantique azimutal, la règle de Klechkowski indique que le remplissage des sous-couches électroniques des atomes électriquement neutres à l'état fondamental rangés par numéro atomique croissant procède :
1. par ordre croissant des valeurs de n + ℓ définissant les sous-couches électroniques ;
2. par ordre croissant des valeurs de n lorsque plusieurs sous-couches présentent des valeurs n + ℓ égales.

Diagramme de Klechkowski, donnant l'ordre de remplissage des sous-couches électroniques le long des flèches jusqu'à la sous-couche 7p. Chaque colonne correspond à une valeur de n + ℓ.

Le nombre quantique n est un entier vérifiant n ≥ 1 tandis que ℓ est un entier vérifiant 0 ≤ ℓ ≤ n – 1. Dans la mesure où les valeurs ℓ = 0, 1, 2, 3, etc. définissent respectivement les sous-couches s, p, d, f, etc., l'ordre de remplissage des sous-couches électroniques déduit de la règle de Klechkowski peut-être résumé par le tableau et les diagrammes suivants :
| Nombres quantiques | Nombres quantiques | Nombres quantiques | Sous-couche |
| Somme              | Principal          | Azimutal           | Sous-couche |
| ------------------ | ------------------ | ------------------ | ----------- |
| n + ℓ = 1          | n = 1              | ℓ = 0              | 1s          |
| n + ℓ = 2          | n = 2              | ℓ = 0              | 2s          |
| n + ℓ = 3          | n = 2              | ℓ = 1              | 2p          |
| n + ℓ = 3          | n = 3              | ℓ = 0              | 3s          |
| n + ℓ = 4          | n = 3              | ℓ = 1              | 3p          |
| n + ℓ = 4          | n = 4              | ℓ = 0              | 4s          |
| n + ℓ = 5          | n = 3              | ℓ = 2              | 3d          |
| n + ℓ = 5          | n = 4              | ℓ = 1              | 4p          |
| n + ℓ = 5          | n = 5              | ℓ = 0              | 5s          |
| n + ℓ = 6          | n = 4              | ℓ = 2              | 4d          |
| n + ℓ = 6          | n = 5              | ℓ = 1              | 5p          |
| n + ℓ = 6          | n = 6              | ℓ = 0              | 6s          |
| n + ℓ = 7          | n = 4              | ℓ = 3              | 4f          |
| n + ℓ = 7          | n = 5              | ℓ = 2              | 5d          |
| n + ℓ = 7          | n = 6              | ℓ = 1              | 6p          |
| n + ℓ = 7          | n = 7              | ℓ = 0              | 7s          |
| n + ℓ = 8          | n = 5              | ℓ = 3              | 5f          |
| n + ℓ = 8          | n = 6              | ℓ = 2              | 6d          |
| n + ℓ = 8          | n = 7              | ℓ = 1              | 7p          |
| n + ℓ = 8          | n = 8              | ℓ = 0              | 8s          |
L'ordre de remplissage des sous-couches électronique des atomes électriquement neutres à l'état fondamental rangés par numéro atomique croissant est donc :
1s → 2s → 2p → 3s → 3p → 4s → 3d → 4p → 5s → 4d → 5p → 6s → 4f → 5d → 6p → 7s → 5f → 6d → 7p.
Le diagramme de Klechkowski permet de retrouver cette séquence au moyen d'une construction simple :
- toutes les sous-couches s sont disposées en diagonale ;
- les sous-couches p, d, f, etc. suivantes sont ajoutées à la suite sur la même ligne ;
- la lecture se fait colonne par colonne.

Une représentation alternative place les sous-couches s dans la première colonne, les sous-couches p, d, f, etc. suivantes sont ajoutées à la suite sur la même ligne, et la lecture se fait en diagonale, chaque diagonale représentant une valeur de n + ℓ donnée.
La règle de Klechkowski ne renseigne que sur l'ordre de remplissage des sous-couches et ne donne aucune indication sur le nombre d'électrons que chaque sous-couche peut contenir.

## Limites de la règle

### Cas des ions
La règle de Klechkowski ne s'applique qu'aux atomes électriquement neutres à leur état fondamental : la configuration électronique des ions et des atomes excités peut s'en écarter significativement. Ainsi, l'ordre de remplissage en électrons des sous-couches d'un cation pour conduire à un atome électriquement neutre ne suit pas la règle de Klechkowski. En effet, cette dernière fait varier en même temps le nombre de protons et le nombre d'électrons des atomes, tandis que le remplissage en électrons des sous-couches d'un cation fait varier le nombre d'électrons mais pas le nombre de protons de l'atome ; dans la mesure où la charge électrique du noyau atomique intervient dans le calcul de l'énergie des électrons de l'atome, la distribution des niveaux d'énergie observée est donc différente dans les deux cas. Par exemple, l'atome de titane Ti et l'ion de fer ionisé quatre fois Fe4+ ont tous deux 22 électrons mais présentent respectivement les configurations [Ar] 4s2 3d2 et [Ar] 3d4. L'ordre de remplissage en électrons des sous-couches des cations procède d'abord par nombre quantique principal n croissant puis par nombre quantique azimutal ℓ croissant :
1s → 2s → 2p → 3s → 3p → 3d → 4s → 4p → 4d → 4f → etc.
C'est la raison pour laquelle les configurations électroniques sont souvent données par nombres quantiques n et ℓ croissants plutôt qu'en suivant l'ordre donné par la règle de Klechkowski.

### Règles de Hund
Par ailleurs, environ un élément chimique sur cinq présente, à l'état fondamental, une configuration électronique différente de celle déduite de la règle de Klechkowski. Cela provient du fait que cette dernière résulte d'une approximation de l'énergie des sous-couches électroniques ne tenant compte que des nombres quantiques n (principal) et ℓ (azimutal), tandis que l'énergie des électrons fait également intervenir leur spin s. Plus exactement, la première règle de Hund indique que le terme spectroscopique d'énergie la plus faible est celui dont la multiplicité de spin 2S + 1 est la plus élevée, ce qui signifie que les configurations électroniques sont d'autant plus stables que la somme des spins des électrons y est élevée. La règle de Hund est négligeable devant la règle de Klechkowski pour les éléments du bloc s et du bloc p du tableau périodique, de sorte que la règle de Klechkowski y est toujours observée ; elle peut en revanche être déterminante pour certains éléments du bloc d et du bloc f, c'est-à-dire pour les métaux de transition, les lanthanides et les actinides, car les niveaux d'énergie des sous-couches électroniques de la couche de valence de ces éléments sont assez voisins, de sorte qu'il peut être énergétiquement plus favorable de redistribuer les électrons en observant la règle de Hund que de suivre la règle de Klechkowski.
L'élément chimique le plus léger dont la configuration électronique fait exception à la règle de Klechkowski est le chrome 24Cr. Selon la règle, la sous-couche 4s (n + ℓ = 4 + 0 = 4) devrait être remplie avant la sous-couche 3d (n + ℓ = 3 + 2 = 5), d'où une configuration [Ar] 4s2 3d4 ; or la configuration observée expérimentalement à l'état fondamental est plutôt [Ar] 4s1 3d5 : les six électrons de valence de cette configuration sont tous célibataires, chacun sur une orbitale atomique différente (l'orbitale 4s et les cinq orbitales 3d), ce qui permet de maximiser leur multiplicité de spin, et donc de stabiliser cette configuration par rapport à la configuration de Klechkowski, dans laquelle deux électrons seraient appariés sur l'orbitale 4s.
Les exceptions à la règle de Klechkowski sont listées dans le tableau suivant, où les distributions d'électrons irrégulières sont indiquées en gras :
| Élément chimique | Élément chimique | Élément chimique | Famille             | Configuration électronique |
| ---------------- | ---------------- | ---------------- | ------------------- | -------------------------- |
| 24               | Cr               | Chrome           | Métal de transition | [Ar] 4s1 3d5               |
| 28               | Ni               | Nickel           | Métal de transition | [Ar] 4s1 3d9 ( * )         |
| 29               | Cu               | Cuivre           | Métal de transition | [Ar] 4s1 3d10              |
| 41               | Nb               | Niobium          | Métal de transition | [Kr] 5s1 4d4               |
| 42               | Mo               | Molybdène        | Métal de transition | [Kr] 5s1 4d5               |
| 44               | Ru               | Ruthénium        | Métal de transition | [Kr] 5s1 4d7               |
| 45               | Rh               | Rhodium          | Métal de transition | [Kr] 5s1 4d8               |
| 46               | Pd               | Palladium        | Métal de transition | [Kr] 4d10                  |
| 47               | Ag               | Argent           | Métal de transition | [Kr] 5s1 4d10              |
| 57               | La               | Lanthane         | Lanthanide          | [Xe] 6s2 5d1               |
| 58               | Ce               | Cérium           | Lanthanide          | [Xe] 6s2 4f1 5d1           |
| 64               | Gd               | Gadolinium       | Lanthanide          | [Xe] 6s2 4f7 5d1           |
| 78               | Pt               | Platine          | Métal de transition | [Xe] 6s1 4f14 5d9          |
| 79               | Au               | Or               | Métal de transition | [Xe] 6s1 4f14 5d10         |
| 89               | Ac               | Actinium         | Actinide            | [Rn] 7s2 6d1               |
| 90               | Th               | Thorium          | Actinide            | [Rn] 7s2 6d2               |
| 91               | Pa               | Protactinium     | Actinide            | [Rn] 7s2 5f2 6d1           |
| 92               | U                | Uranium          | Actinide            | [Rn] 7s2 5f3 6d1           |
| 96               | Cm               | Curium           | Actinide            | [Rn] 7s2 5f7 6d1           |
| 103              | Lr               | Lawrencium       | Actinide            | [Rn] 7s2 5f14 7p1          |
( * )   Le nickel présente en réalité deux configurations électroniques correspondant à des énergies totales qui se recouvrent. Les manuels notent généralement la configuration régulière [Ar] 4s2 3d8, étayée par les données expérimentales, car elle contient le niveau d'énergie le moins élevé. Cependant, c'est la configuration irrégulière [Ar] 4s1 3d9 qui présente l'énergie moyenne la moins élevée des deux, de sorte que cette configuration est souvent retenue dans les calculs.

## Histoire
Charles Janet, un autodidacte français par ailleurs peu connu, a proposé en 1927 un tableau périodique dans lequel chaque ligne correspond à une valeur de n + ℓ. Le physicien allemand Erwin Madelung a formulé en 1936 de manière empirique les règles de remplissage des sous-couches électroniques des atomes à l'état fondamental sur la base des spectres atomiques connus à l'époque, et la plupart des sources anglophones font référence à la règle de Klechkowski sous le nom de règle de Madelung. C'est en 1962 que l'agro-chimiste soviétique Vsevolod Kletchkovski propose la première explication théorique de l'importance de la somme n + ℓ à l'aide du modèle de Thomas et Fermi de l'atome, de sorte que les sources russophones et francophones appellent ce concept règle de Klechkowski davantage que règle de Madelung.